# Cathédrale Saint-Sauveur de Goulburn
Pour les articles homonymes, voir Cathédrale Saint-Sauveur.
La cathédrale Saint-Sauveur de Goulburn (en anglais : St Saviour's Cathedral) est le siège épiscopal de l'évêché anglican de Canberra et Goulburn, l'un des 23 diocèses anglicans d'Australie. 
Dédiée au saint Sauveur (Jésus-Christ), elle est située dans la ville de Goulburn, dans l'état australien de la Nouvelle-Galles du Sud.

## Historique

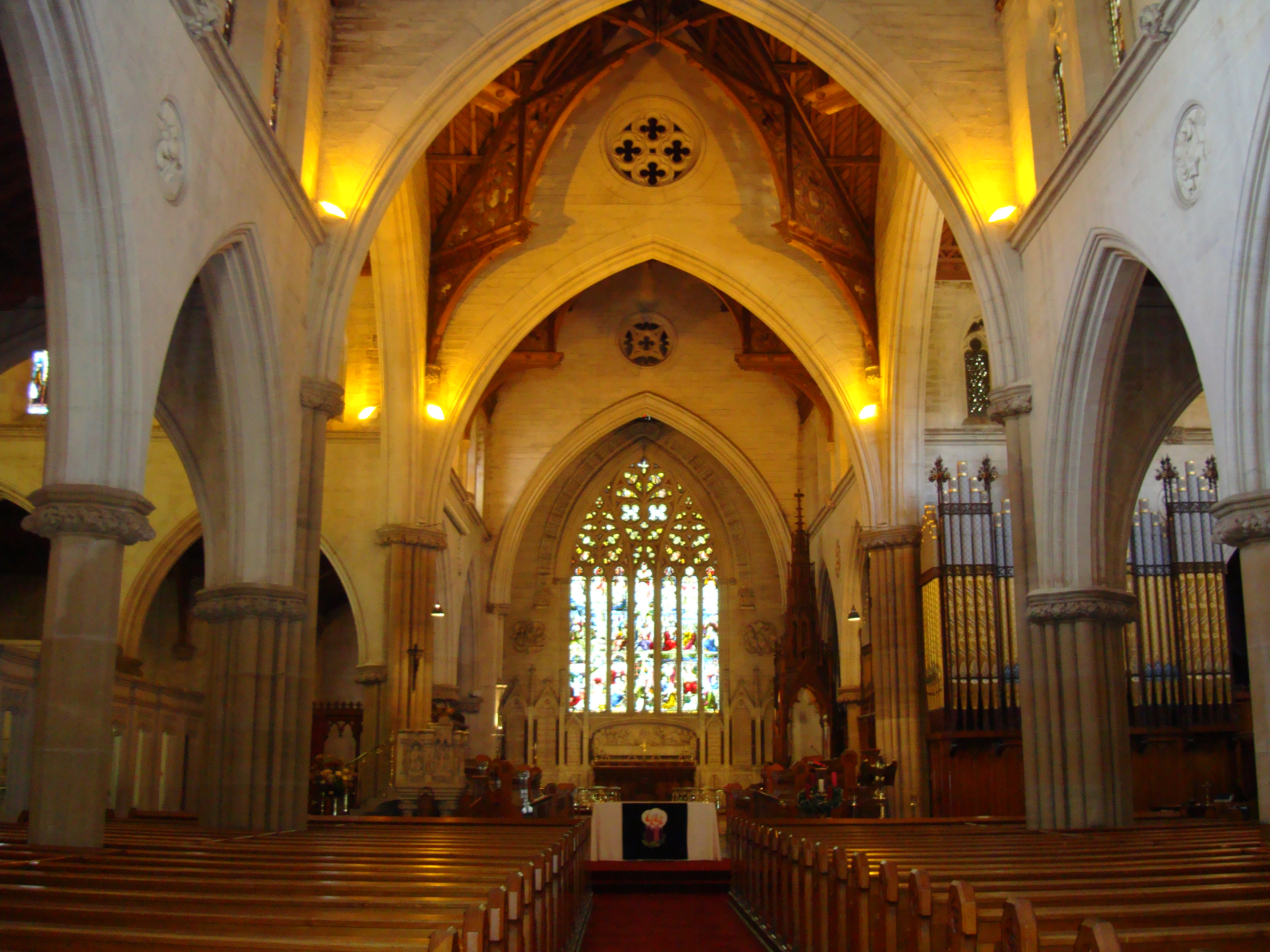
Photographie de l'intérieur de la cathédrale Saint-Sauveur de Goulburn

Le village de Goulburn est fondé dans le premier tiers du XIXe siècle. Peu de temps après l'installation des premiers habitants, les autorités décident de l'édification d'une église paroissiale afin d'assurer un lieu de culte décent à la communauté anglicane.
En 1839, la première pierre de ce sanctuaire est posée au cours d'une cérémonie solennelle.
Lorsqu'est décidée la création d'un nouveau diocèse anglican en 1864, l'église paroissiale prend officiellement le titre de cathédrale. Cependant ses dimensions modestes poussent le premier évêque de la ville, Mesac Thomas, à envisager l'érection d'un nouveau sanctuaire plus vaste dès 1871. Un devis est réalisé et le montant des travaux estimé à  £50 000. 

À force de collectes, le diocèse parvient à recueillir £37 000, ce qui permet de démarrer le gros œuvre en 1874. La réalisation du projet est confiée à l'architecte Edmund Thomas Blacket, qui prévoit un édifice en croix latine de style néo-gothique inspiré de l'église de Heckington, dans le Lincolnshire, en Angleterre. 

Celui-ci est achevé en 1884, à l'exception du clocher. 
Il faut attendre plus d'un siècle pour que soit édifié le clocher, terminé en 1988. Les plans d'origine comportaient une flèche néo-gothique de 60 mètres de haut, laquelle n'a pas été réalisée. Le projet est actuellement à l'étude.

## Architecture
Conformément à la tradition médiévale, on entre dans la cathédrale par un narthex.

Celui-ci est surmonté d'une tribune destinée originellement à abriter les grandes orgues, ce qui explique que la façade soit aveugle. L'orgue fut effectivement installé à cet endroit de 1884 à 1902, avant d'être transféré dans le chœur pour des raisons pratiques.
Le narthex ouvre sur une nef de trois travées, bordée de bas-côtés. Une série de baies éclaire le vaisseau principal : celles-ci sont ornées de vitraux ayant pour thème la vie du Christ. 

Au nord, les vitraux représentent des illustrations de ses principales paraboles, tandis qu'au sud se retrouvent des représentations des miracles décrits dans le Nouveau Testament.

Les voûtes sont couvertes de boiseries finement travaillées qui culminent à quinze mètres de hauteur.
Le croisillon nord abrite une rosace dont les vitraux reprennent le thème de l'esprit-saint.

À l'opposé, le croisillon sud est consacré à la Vierge-Marie. Baptisé « Chapel of the blessed virgin Mary », le sanctuaire est prolongé par une absidiole surmontée du clocher. Celui-ci abrite actuellement douze cloches.
Enfin, tourné vers l'orient (c'est-à-dire orienté), le chœur abrite la cathèdre et le siège du « dean » — le doyen — de la cathédrale. Il est éclairé par une grande baie gothique ornée de vitraux inspirés de l'art de la Renaissance réalisés par l'atelier Heaton, Butler and Bayne de Londres en 1885. Ceux-ci représentent la naissance et la passion du Christ.  
En 1902, l'orgue a été installé dans le bas-côté sud, place qu'il occupe toujours actuellement. Celui-ci est l'œuvre de l'organier Forster and Andrews, de Kingston-upon-Hull. Construit en 1883, il se compose de 3000 tuyaux et possède 43 jeux.